# Yusuf Özer
Yusuf Özer (* 15. August 1926 in Istanbul) ist ein ehemaliger türkischer Generalleutnant der Luftstreitkräfte (Hava Kuvvetleri), der zuletzt zwischen 1977 und 1980 Kommandant der Luftwaffenakademie (Hava Harp Okulu) war.

## Leben
Özer begann nach dem Besuch des 1845 gegründeten Militärgymnasiums Kuleli (Kuleli Askerî Lisesi) 1947 eine Offiziersausbildung an der Heeresademie (Kara Harp Okulu), die er am 30. August 1949 als Fähnrich (Asteğmen) beendete. Daraufhin begann er am 6. September 1949 eine Pilotenausbildung an der Luftwaffenschule (Hava Okulu) in Eskişehir und fand nach deren Abschluss am 25. September 1950 Verwendung in verschiedenen Einheiten der Luftstreitkräfte. Im Juli 1959 wurde er Kommandant des Ausbildungsregiments der Luftwaffenakademie (Hava Harp Okulu) und war anschließend von 1962 bis 1964 Absolvent der Stabsakademie der Luftstreitkräfte (Hava Harp Akademisi). Nachdem er zwischen 1964 und 1966 Kommandeur des 114. Luftwaffenregiments war, folgte von 1966 bis 1967 eine Verwendung als Offizier im Planungsreferat der Operationsabteilung im Hauptquartier der Luftstreitkräfte  sowie zwischen März 1967 und dem 1. September 1968 als stellvertretender Militärattaché und Luftwaffenattaché an der Botschaft im Vereinigten Königreich.
Nach seiner Rückkehr wurde Özer im September 1968 Referatsleiter der Operationsabteilung im Hauptquartier der Luftstreitkräfte sowie im Anschluss am 18. September 1969 Chef des Stabes der Luftwaffenakademie, ehe er im September 1970 Leiter der Operationsabteilung der 6. Luftwaffenbasis in Bandirma wurde. Im Anschluss war er zwischen dem 30. August 1972 und dem 28. August 1973 stellvertretender Kommandant der Luftwaffenakademie sowie vom 30. August 1973 bis zum 30. August 1975 Kommandeur der 5. Luftwaffenbasis in Merzifon, ehe er zwischen dem 30. August 1975 und dem 9. September 1977 Leiter der Personalabteilung und der Abteilung Grundsatzplanung im Hauptquartier der Luftstreitkräfte war. Zuletzt war Generalmajor Özer als Nachfolger von Generalmajor Tevfik Alpaslan vom 5. September 1977 bis zum 21. August 1980 Kommandant der Luftwaffenakademie (Hava Harp Okulu)